# Philippolis
Philippolis és una petita ciutat de la província de l'Estat Lliure de Sud-àfrica. L'escriptor i intel·lectual Sir Laurens van der Post va néixer aquí.

## Història
La London Missionary Society o LMS (Societat Missionera de Londres) va fundar Philippolis el 1823 com a estació de missió pel poble local, els khoi. La ciutat agafa el seu nom del representant de la LMS John Phillip. L'establiment primerenc el fa el poblament més vell en l'Estat Lliure.
Adam Kok II, un Griqua dirigent, es va establir aquí amb la seva gent el 1825 i va esdevenir el protector de l'estació de la missió i l'església que es va acabar el gener del 1831. (el fill de Kok, Adam Kok III i els seus seguidors més tard van emigrar a través de les muntanyes de Drakensberg per establir-se a Kokstad a Griqualàndia Oriental.) 
L'església antiga va ser reemplaçada per una Església Reformada holandesa, la qual va ser consagrada el 1871. El púlpit, esculpit amb fusta d'olivera, ha esdevingut una atracció turística. La primera escola va obrir el 1873.
El 2014 la ciutat ha començat a esdevenir una destinació turística popular a causa del seu valor històric, arquitectura i estil de vida rural.